# Noi encenent una candela
Noi encenent una candela és una obra d'El Greco, realitzada a l'oli sobre tela entre el 1571 i el 1571, durant l'estada de l'artista cretenc a Roma. Va poder haver estat un encàrrec ducal, encara que no se'n coneix de ciència certa l'origen.
El pintor repetirà aquest tema diverses vegades al llarg de la seva carrera -per exemple, La faula (c. 1580)–. El quadre està inspirat en un passatge de la Naturalis Historia de Plini el Vell, que esmenta diversos pintors i escultors que representen nois encenent foc.

## Anàlisi
Tradicionalment, s'ha considerat aquesta imatge com a producte de la influència de Jacopo Bassano, encara que recents estudis han determinat que intenta reproduir un quadre de l'antiguitat clàssica, avui perdut.
En l'obra, concebuda potser durant l'estada d'El Greco i d'altres intel·lectuals al palau Farnese, un noi intenta encendre una espelma valent-se d'una brasa, que incideix de diferent manera en la camisa. Una fogonada de llum sobre el fons obscur impedeix veure qualsevol referència a l'espai pictòric.
El noi que protagonitza l'escena evidencia l'enorme qualitat dels primers retrats d'El Greco, igual que el Retrat de Giulio Clovio, realitzat també durant la seva època romana.